# Comuna
A palavra comuna, na Idade Média, é a designação para a cidade que se tornava emancipada pela obtenção de carta de autonomia fornecida pelo rei. Atualmente, na França, o termo se refere à menor subdivisão administrativa do território. Em Portugal o termo remete às comunas universitárias, residências que formam habitação e clube de estudantes universitários, ou à administração de conselho. É desconhecida da Idade Média em Portugal: os termos que indicam comunidade urbana com personalidade jurídica são ou eram chamados de urbes, burgos, concelhos ou municípios.

## História
As raízes do movimento comunal encontram-se nas aspirações dos burgueses das cidades que queriam liberdade, segurança, isenção de impostos feudais e justiça própria; estas exigências resultavam do desenvolvimento comercial, que era afectado pela rigidez das estruturas feudais. Embora apresentem características semelhantes aos municípios portugueses, nem as cartas comunais francesas são comparáveis a forais, que na maioria dos casos não passam de listas de encargos a satisfazer à coroa pelos concelhos. Nos próprios burgos onde a burguesia mercantil predominava (como o Porto) e o grau de sujeição ao rei diminuía, dificilmente se poderá falar de «autonomia política» no sentido comunal.
As comunas eram grandes unidades de produção rural, abrangendo a agricultura e pequenas indústrias. Cada comuna estruturava-se de forma coletiva e centralizada. Os lotes agrícolas familiares, distribuídos na reforma agrária de 1950, foram eliminados, e toda a terra, colocada sob controle das comunas. As comunas organizavam também a vida social e a educação das crianças. A implantação desse sistema teve forte impacto sobre a vida familiar, diminuiu a força tradicional da autoridade paterna. Comunidade urbana que se une sob juramento para obter do senhor (nobre ou eclesiástico) um documento, a carta comunal, que fixava os seus direitos e liberdades, mantendo nas suas próprias mãos o exercício do poder judicial e fiscal. As comunas funcionaram como um ato de emancipação das cidades em relação ao poder senhorial, cuja autonomia variava de acordo com o tipo de privilégios que lhes eram conferidos.